# Clara Fabry
Clara Fabry, auch Clara Fabry-Gasser, (* 4. März 1943 in Tegernsee; † 2. Juni 2015 in München) war eine deutsche Filmeditorin.

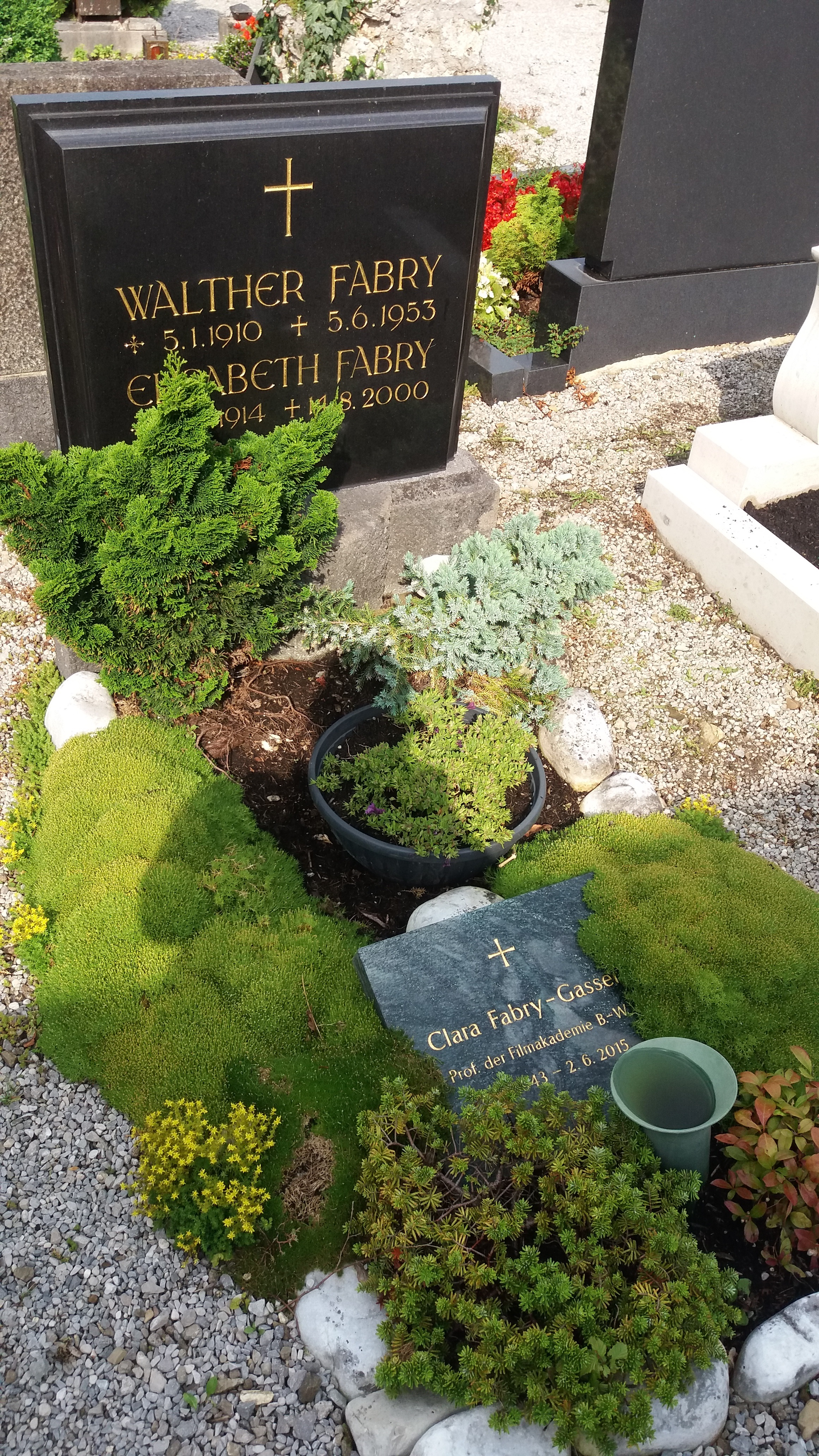
Grabstätte Clara Fabry-Gasser und Angehörige, Friedhof Tegernsee

Clara Fabry wurde von 1961 bis 1964 am Deutschen Institut für Film und Fernsehen (DIFF) in München ausgebildet; danach war sie vier Jahre Schnittassistentin. Ab 1968 war sie als freischaffende Editorin tätig. 2004 und 2007 war sie beim Deutschen Fernsehpreis für den Besten Schnitt nominiert.

## Filmografie (Auswahl)
- 1968: Sommersprossen
- 1971: Das falsche Gewicht
- 1980: Céleste
- 1983: Die Schaukel
- 1988: Villa Air Bel – Varian Fry in Marseille 1940/41 (Dokumentarfilm)
- 1996: Der schönste Tag im Leben
- 1998: Der Laden
- 2001: Hainsfarth hatte einen Rabbi
- 2001: Bellaria – So lange wir leben!
- 2002: Verlorenes Land
- 2003: Schwabenkinder
- 2004: Stauffenberg
- 2006: Nicht alle waren Mörder
- 2006: Helen, Fred und Ted
- 2008: Liesl Karlstadt und Karl Valentin
- 2009: Wüstenblume
- 2012: Anleitung zum Unglücklichsein